# C/1908 R1 Morehouse
C/1908 R1 Morehouse è una cometa non periodica con orbita retrograda.
La cometa è stata scoperta il 1º settembre 1908 dall'astronomo statunitense Daniel Walter Morehouse; l'astronomo francese Alphonse Louis Nicolas Borrelly la scoprì indipendentemente il 3 settembre 1908.

## Osservazioni
Il 3 settembre 1908 era di 10a, il 29 settembre 1908 raggiunse la 6,2a. Nonostante abbia raggiunto solo una luminosità attorno alla 6ª fu visibile in buone condizioni osservative anche ad occhio nudo. Il 28 ottobre 1908 sulle fotografie erano visibili 12 getti, il 10 novembre 1908 il (falso) nucleo raggiunse l'8a.